# Olga Trojnarska
Olga Trojnarska – polska kardiolog, profesor medycyny.

## Życiorys
Dyplom lekarski uzyskała w 1978 na Śląskiej Akademii Medycznej w Katowicach, doktorat i habilitację uzyskała na Akademii Medycznej w Poznaniu, gdzie pracuje na stanowisku kierownika Pracowni Echokardiografii i profesora w Katedrze Kardiologii na Wydziale Medycznym w klinicznym Szpitalu Przemienienia Pańskiego.
Habilitowała się na podstawie dorobku naukowego i pracy pt. "Dorośli pacjenci z wadami wrodzonymi serca - wzrastająca populacja pacjentów - podstawowe problemy diagnostyczne i terapeutyczne" w 2008 roku (wydana w formie monografii w 2007, ISBN 83-7314-118-9). W 2014 roku został jej nadany tytuł naukowy profesora nauk medycznych.
Specjalizuje się w problematyce wad serca (w szczególności wrodzonych wad serca u dorosłych, w tym u kobiet w ciąży).
Na jej dorobek naukowy składa się szereg opracowań oryginalnych publikowanych m.in. w czasopismach takich jak „Circulation”, „PLOS ONE", „Postępy w Kardiologii Interwencyjnej”, „Journal of Cardiology” oraz „Kardiologia Polska”.